# Stigmella crataegella
Stigmella crataegella là một loài bướm đêm thuộc họ Nepticulidae. Nó được tìm thấy ở Fennoscandia to bán đảo Iberia, Ý và Macedonia, và from Ireland to Ba Lan và România.
Sải cánh dài 4–5 mm. Con trưởng thành bay từ tháng 5 đến đầu tháng 6. Có một lứa một năm.
Ấu trùng ăn Crataegus laciniata, Crataegus laevigata, Crataegus monogyna, Crataegus pentagyna, Crataegus rivularis và Crataegus spathulata. Chúng ăn lá nơi chúng làm tổ. 